# Імчаг
Імча́г (рос. Имчаг, башк. Имсәк) — присілок у складі Шаранського району Башкортостану, Росія. Входить до складу Писаревської сільської ради.
Населення — 9 осіб (2010; 20 у 2002).
Національний склад:
- чуваші — 75 %